# Tom Arnold (actor)
Thomas Duane „Tom” Arnold (născut la 6 martie 1959, Ottumwa, Iowa) este un actor american și comic. A devenit celebru pe marele ecran atunci când a jucat alături de Arnold Schwarzenegger în Minciuni adevărate (1994).
A mai apărut în filme ca Nine Months (1995), The Stupids (1996), McHale's Navy (1997), Animal Factory (2000), Cradle 2 the Grave (2003), Mr. 3000 (2004), Happy Endings (2005), The Great Buck Howard (2008) sau Madea's Witness Protection (2012). Timp de 4 ani fost gazda emisiunii  The Best Damn Sports Show Period. 

## Filmografie
- Roseanne (1989–1993; TV)
- Freddy's Dead: The Final Nightmare (1991)
- Hero (1992)
- The Jackie Thomas Show (1992–1993; TV)
- The Woman Who Loved Elvis (1993; film TV)
- Coneheads (1993)
- Body Bags (1993; film TV)
- Undercover Blues (1993)
- Tom (1994; TV series)
- True Lies (1994)
- Nine Months (1995)
- Big Bully (1996)
- Carpool (1996)
- The Stupids (1996)
- Touch (1997)
- McHale's Navy (1997)
- Austin Powers: International Man of Mystery (1997)
- Hacks (1997)
- The Tom Show (1997–1998; TV)
- Space Ghost Coast to Coast (1998; TV)
- National Lampoon's Golf Punks (1998)
- Buster & Chauncey's Silent Night (1998;  doar voce – direct-to-video)
- Jackie's Back (1999; film TV)
- The Simpsons (1999) (TV; doar voce)
- Bar Hopping (2000; film TV)
- Animal Factory (2000)
- We Married Margo (2000; cameo)
- Shriek If You Know What I Did Last Friday the Thirteenth (2000)
- Just Sue Me (2000)
- Welcome to Hollywood (2000; cameo)
- Exit Wounds (2001)
- Lloyd (2001)
- Hansel & Gretel (2002)
- Children on Their Birthdays (2002)
- Manhood (2003)
- Cradle 2 the Grave (2003)
- National Lampoon's Barely Legal (2003)
- Dickie Roberts: Former Child Star (2003)
- Just for Kicks (2003)
- Soul Plane (2004)
- Mr. 3000 (2004; cameo)
- Happy Endings (2005)
- Kicking & Screaming (2005; cameo)
- Rebound (2005; cameo)
- The Kid & I (2005)
- Chasing Christmas (2005; film TV)
- Three Wise Guys (2005; film TV)
- Homo Erectus (2007)
- Pride (2007)
- Palo Alto (2007)
- The Final Season (2007)
- Gardens of the Night (2008)
- Good Dick (2008)
- This Is Not a Test (2008)
- Remarkable Power (2008)
- Moonlight and Mistletoe (2008; film TV)
- Unstable Fables: The Goldilocks and 3 Bears Show (2008; voce)
- My Big Redneck Wedding (2008–2009; TV series)
- Oranges (2009)
- The Skeptic (2009)
- American Summer (2009)
- April Showers (2009)
- The 1 Second Film (2009; producător)
- Sons of Anarchy (2009, 2011; TV series)
- Group Sex (2010)
- Franklin & Bash (2011)
- Fred 3: Camp Fred (2012; film TV)
- Madea's Witness Protection  (2012)
- Jewtopia (2012)
- Hit and Run (2012)
- Dumbbells (2014)
- Jungle Shuffle (2015)
- Underdog Kids (2015)
- A Mouse Tale (2015)
- I Am Chris Farley (2015)
- The Curse of Downers Grove (2015)
- Trailer Park Boys, sezonul 10, (2016; în rolul său)